# Нейромиотония
Нейромиотония (НМТ; также известно как приобретённая нейромиотония, псевдомиотония, синдром постоянной активности мышечных волокон, синдром Исаакса) — редкое аутоиммунное заболевание, сопровождается гипервозбудимостью периферических нервных волокон. Оно вызывает спонтанную мышечную активность в результате повторяющихся действий периферического происхождения. НМТ наряду с синдромом Морвана являются наиболее тяжёлыми заболеваниями гипервозбудимости периферических нервов. Болезнь может иметь как наследственную, так и приобретённую (ненаследственную) форму. Распространённость НМТ неизвестна.

## Типы
Существует три основных типа НМТ: 
- Хронический[4]
- Монофазный (симптомы, исчезающие в течение нескольких лет после начала; постинфекционный, посталлергический)
- Рецидивирующий

## Причины
Выделяют три причины заболевания:
- Приобретённая
- Паранеопластическая
- Наследственная

Точные причины заболевания неизвестны. НМТ может развиться при опухоли средостения и мантийноклеточной лимфоме.

## Диагностика и лечение
Диагностика является клинической и изначально заключается в исключении более распространённых расстройств и заболеваний и обычно начинается на уровне терапевта. Врач может провести базовое неврологическое обследование, включая координации, силы, рефлексов и ощущений. Он также может провести анализ крови и МРТ. Оттуда пациента скорее всего направят к неврологу или нейромышечному специалисту. Симптомы обычно проявляются в возрасте 15–60 лет, при этом большинство до 40 лет. Некоторые случаи нейромиотонии не только улучшаются после плазмафереза, но у больного также могут быть антитела в образцах плазмы.
НМТ не является смертельным, и многие симптомы можно контролировать. Однако, поскольку болезнь имитирует некоторые симптомы бокового амиотрофического склероза (БАС) и других более тяжёлых заболеваний, которые могут быть фатальными, часто больной испытывает сильное беспокойство. В редких случаях приобретённая нейромиотония ошибочно диагностировалась, как БАС, особенно если фасцикуляции проявляются в отсутствие других клинических признаков. Однако фасцикуляции редко являются первым признаком БАС, поскольку отличительным признаком болезни является слабость. Точно так же рассеянный склероз бывает ошибочным диагнозом у некоторых пациентов с НМТ.
Нет известного лекарства от нейромиотонии, но состояние больного можно облегчить. Противосудорожные препараты, в том числе фенитоин и карбамазепин, обычно значительно снимают мышечные спазмы и боль. Плазмаферез и лечение внутривенным иммуноглобулином могут дать краткосрочное облегчение пациентам с некоторыми формами приобретённого расстройства. Предполагается, что плазмаферез нарушает функцию потенциал-зависимых калиевых каналов , что является одной из основных проблем гипервозбудимости при аутоиммунной нейромиотонии. Инъекции ботокса также приносят краткосрочное облегчение. Иммунодепрессанты, такие как преднизон, могут обеспечить долгосрочное облегчение пациентам с некоторыми формами приобретённого расстройства.

## Симптомы
Симптомы которые увеличиваются после произвольных движений, наиболее заметны в икрах, ногах, туловище, но могут также быть и на других частях тела. Так же присутствуют, жжения, покалывания, онемения. Миокимии  могут варьироваться по степени тяжести и частоте. Проявления болезни могут доставлять больному от простого неудобства до сильной боли. По крайней мере, треть людей также испытывают сенсорные симптомы.
Среди симптомов присутствуют:
- Миокимии
- Фасцикуляции
- Гиперкинезы
- Крампи
- Потливость кистей рук и стоп
- Миоклония
- Спазмы
- Бессонница
- Необоснованные перемены в настроении
- Мышечная ригидность
- Невозможность расслабления мышц после их сильного сокращения

Со временем у больного снижаются рефлексы, развиваются мышечная слабость и псевдогипертрофии мышц конечностей. Часто пациенты описывают свои ощущения от болезни, как «движение мешка с червями».

## Прогноз
Долгосрочный прогноз неясен и в основном связан с первопричиной. Однако в последние годы возросшее понимание основных механизмов НМТ и аутоиммунитета привело к разработке новых стратегий лечения. Расстройства нейромиотонии теперь поддаются лечению. Многие препараты обычно значительно облегчают симптомы. Было отмечено несколько случаев спонтанной ремиссии, в том числе у двух первоначальных пациентов Иссакса, которые наблюдались 14 лет спустя. Хотя симптомы НМТ могут колебаться, обычно они не переходят в более серьёзную болезнь, и при правильном подходе симптомы поддаются лечению. У небольшой части пациентов с болезнью может развиться синдромом Морвана. Нарушение сна - лишь одно из множества клинических состояний, наблюдаемых при синдроме Морвана, начиная от спутанности сознания и потери памяти до галлюцинаций и бреда.
Некоторые исследования связывают НМТ с определёнными типами рака, в основном в лёгких и вилочковой железы, предполагая, что в некоторых случаях нейромиотония может быть паранеопластической. Однако большинство примеров болезни являются аутоиммунными и не связаны с раком.